# Olimpiai Stadion (Torino)
 A római Stadio Olimpicóhoz lásd: Olimpiai Stadion (Róma)
A Stadio Olimpico di Torino (2006 előtt: Stadio Comunale di Torino) egy többcélú olasz stadion Torinóban, amely a Torino hazai mérkőzéseinek a helyszínéül szolgál.

## Története
1932-től 1933-ig épült. Elkészültekor a neve Stadio Mussolini volt, Benito Mussolini után. Az 1934-es labdarúgó-világbajnokság egyik helyszíne volt. Eredeti befogadó képessége 65 000 néző volt. Az 1934-es labdarúgó-világbajnokság mérkőzéseiből itt tartottak kettőt:
- Ausztria – Franciaország (Nyolcaddöntő)
- Csehszlovákia – Svájc (Negyeddöntő)

A második világháborút követően Stadio Comunale lett a neve. Hosszú évekig a Juventus és a Torino Calcio stadionja volt, a Stadio delle Alpi 1990-es megnyitásáig. Az 1959. évi nyári Universiade és az 1970. évi nyári Universiade fő helyszínéül szolgált. Az átépített stadion 28 140 férőhelyes, a játéktér nyitott, itt tartották a 2006. évi téli olimpiai játékok és a 2006. évi téli paralimpiai játékok nyitó és záró ünnepségeit.